# Кафтанчиково
Кафта́нчиково — село в Томском районе Томской области. Административный центр Заречного сельского поселения.
Село расположено на левом берегу реки Томи в 15 км к юго-юго-западу от Томска, рядом с селом проходит автодорога M53.
Почтовый индекс — 634521.
Средняя школа. Дом культуры. Молочная ферма. Между Кафтанчиково и Кандинкой расположено предприятие «Красота — Сад Мечты», где выращивают ягоды и овощи.
Среди населения села большое количество татар. Построена мечеть между Кафтанчиково и Барабинкой.
Накануне своего отравления, во время визита в Томск, Кафтанчиково посетил политик Алексей Навальный, чтобы искупаться в реке.
Село основанно в 1627 году Братьями Кафтанчиковыми как заимка. Спустя время заимка превратилась в село благодаря Московско-сибирскому тракту.

## Население
| 2002  | 2008  | 2009  | 2010  | 2011  | 2012  | 2013  |
| ----- | ----- | ----- | ----- | ----- | ----- | ----- |
| 1363  | ↗1436 | ↗1454 | ↗1528 | ↗1532 | ↗1551 | ↗1566 |
| 2014  | 2015  | 2021  |       |       |       |       |
| ↘1565 | ↗1586 | ↗1724 |       |       |       |       |